# TBS平日昼1時30分枠の連続ドラマ
TBS平日昼1時30分枠の連続ドラマ（ティービーエスへいじつひるいちじさんじっぷんわくのれんぞくドラマ）は、1963年5月13日から1967年3月31日までTBS系列の平日13:30 - 13:45（JST）に放送された昼ドラの放送枠である。

## 概要
13:00枠昼ドラと13:15枠の『テレビ映画』に次ぐ、第3のTBS13時台昼ドラで、本シリーズは当時ネットの朝日放送制作作品が『泣きぬれる夕陽に』1本のみで、あとは全てTBS作品であり、更に別枠から移動した帯ドラマも『泣きぬれる夕陽に』を含め3本存在している。
放送は4年弱続き、1967年4月の『テレビ映画』の枠拡大にともない廃枠となった。この後TBS平日13:30枠の昼ドラは、丁度8年後の1975年3月31日の腸捻転解消にともない設置された『妻そして女シリーズ』（毎日放送制作）まで中断する。

## 放送作品一覧

### 1963年
- 哀愁の園（1963年5月13日 - 8月23日）
- 海へ出る蝶（1963年8月26日 - 1964年2月28日）

### 1964年
- 求婚（1964年3月2日 - 8月28日）
- 泣きぬれる夕陽に（1964年9月7日 - 12月） - これのみ朝日放送制作。平日14:00に移動。

### 1965年
- 悲恋十年（1965年1月） - 平日14:00より移動。
- 海の音（1965年2月1日 - 7月30日）
- 絶唱（1965年8月2日 - 12月31日）

### 1966年
- 挽歌（1966年1月3日 - 4月1日）
- 東京の人（1966年4月4日 - 7月29日）
- チャッカリ夫人とウッカリ夫人（1966年8月 - 9月） - 平日21:30より移動。
- うす羽蝶（1966年10月3日 - 12月2日）
- 人妻だから（1966年12月5日 - 1967年3月31日）